# Liste des sénateurs de la Haute-Saône
Liste des sénateurs de la Haute-Saône

## VeRépublique (1958-)

### Depuis 2020
- Alain Joyandet, LR
- Olivier Rietmann, LR[1].

### De 2014 à 2020
- Alain Joyandet, LR
- Michel Raison, LR - FB

### De 2004 à 2014
- Yves Krattinger, PS
- Jean-Pierre Michel, PS

### De 1995 à 2004
- Alain Joyandet, RPR, élu député et démissionne en 2002. Christian Bergelin est élu le 29 septembre 2002, mais cette élection est invalidée. Le 9 février 2003, Yves Krattinger (PS) est finalement élu.
- Bernard Joly,  RDSE

### De 1986 à 1995
- Michel Miroudot, républicain indépendant
- Pierre Louvot, républicain indépendant

### De 1977 à 1986
- Michel Miroudot, républicain indépendant
- Pierre Louvot, républicain indépendant

### De 1968 à 1977
- Michel Miroudot, républicain indépendant
- Henri Prêtre, républicain indépendant

### De 1959 à 1968
- Henri Prêtre, républicain indépendant
- André Maroselli, gauche démocratique

## IVeRépublique (1946-1958)
- Marcellin Carraud, républicain indépendant (1958)
- Henri Prêtre, républicain indépendant (1958)
- Fernand Perrot-Migeon, gauche démocratique (1952-1958)
- Roger Laburthe, gauche démocratique (1956-1958)
- André Maroselli, radical-socialiste (1952-1956)
- Pierre Vitter, RPF (1948-1952)
- René Depreux, RPF (1946-1952)

## IIIeRépublique (1870-1940)

### De 1936 à 1940
élections générales du 14 janvier 1936 :
- Jules Jeanneney
- Moïse Lévy
- André Maroselli

### De 1927 à 1936
élections générales du 9 janvier 1927 :
- Jules Hayaux
- Jules Jeanneney
- Alcime Renaudot

### De 1920 à 1927
élections générales du 11 janvier 1920 :
- Anatole Gras
- Jules Jeanneney
- Henry Marsot

### De 1909 à 1920
élections générales du 3 janvier 1909 :
- Charles Couyba
- Victor Genoux-Prachée
- Jules Jeanneney

### De 1900 à 1909
élections générales du 28 janvier 1900 :
- Gustave Gauthier
- Charles Bontemps, décédé en cours de mandat le 17 février 1903, remplacé par Maurice Signard, décédé peu après, lui-même  remplacé le 7 février 1904 par Victor Genoux-Prachée
- Gaston Outhenin-Chalandre, décédé le 14 mai 1907 et remplacé par Maurice Couyba

### De 1891 à 1900
élections générales du 4 janvier 1891 :
- Jean-Baptiste Brusset, décédé en cours de mandat et remplacé le 3 janvier 1897 par Maurice Signard
- Jean-Baptiste Levrey
- Achille Coillot, élu le 19 mars 1893

### De 1882 à 1891
élections générales du 8 janvier 1882 :
- Jean Noblot
- Louis Jobard

### De 1876 à 1882
élections générales du 30 janvier 1876 :
- Adéodat Dufournel
- Louis Jobard